# Felicitas LeWinter

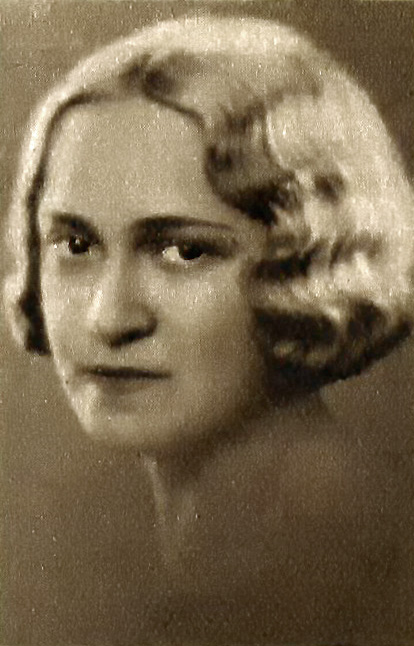
Felicitas LeWinter

Felicitas LeWinter (* 13. Juni 1911; † 1997 in Fulham)  war eine jüdische Konzertpianistin und Klavierpädagogin österreichischer Herkunft, die mit ihrer Familie um 1942 nach Irland emigrieren musste. LeWinter war Schülerin von Emil von Sauer und stand damit in direkter künstlerischer Tradition der Franz-Liszt-Schüler.

## Leben und Werk
Von 1926 bis 1928 studierte Felicitas LeWinter bei Richard Stöhr an der Akademie für Musik und Darstellende Kunst in Wien und bei Emil von Sauer am Konservatorium der Gesellschaft der Musikfreunde Wien. Anlässlich ihres Belfaster Konzertdebüts vom 21. November 1939 in der Minor Hall wurde sie in der dortigen Presse als „Viennese Pianist“ gefeiert.
Felicitas LeWinter musste um 1942 vor den Nationalsozialisten aus Österreich nach Irland fliehen. Sie und ihre Familie ließen sich in Dublin und in Belfast nieder. Bis etwa ins Jahr 1954 bot LeWinter in Zeitungsinseraten ihre Dienste als Klavierlehrerin in Belfast an. Daneben trat sie gelegentlich landesweit in Konzerten als Solopianistin sowie mit Orchestern auf.
1976 lernte sie den 16-jährigen Barry Douglas, den späteren Gewinner des Tschaikowski-Klavierwettbewerbes von Moskau, kennen. Sie unterrichtete ihn in Klavier.